# Leslie Bohem
Leslie Bohem, detto Les (Los Angeles, 25 settembre 1952), è uno sceneggiatore statunitense.

## Biografia
Prima di debuttare nel mondo dello spettacolo, durante gli anni ottanta entra a far parte come bassista degli Sparks, un gruppo musicale che però non ha vita lunga.
È figlio di Endre Bohem, produttore cinematografico e sceneggiatore ungherese, noto ai più per B-movie come Il mostro dell'inferno verde e La notte ha mille occhi.
Nel 1997 viene incaricato dai Marvel Studios di scrivere alcune bozze di sceneggiatura per Capitan America con la collaborazione di Larry Wilson.
Bohem è anche l'ideatore e sceneggiatore della miniserie televisiva di fantascienza Taken, prodotta dalla DreamWorks Television di Steven Spielberg e vincitrice dell'Emmy come migliore miniserie.

## Filmografia
- La casa 7 (The Horror Show) (1989, regia di James Isaac)
- Nightmare 5: Il mito (A Nightmare on Elm Street: The Dream Child) (1989, regia di Stephen Hopkins)
- Desperado: Badlands Justice (1989, regia di E.W. Swackhamer)
- Kid (1990, regia di John Mark Robinson)
- Un pezzo da 20 (Twenty Bucks) (1993, regia di Keva Rosenfeld)
- Accerchiato (Nowhere to Run) (1993, regia di Robert Harmon)
- Daylight - Trappola nel tunnel (Daylight) (1996, regia di Rob Cohen)
- Dante's Peak - La furia della montagna (Dante's Peak) (1997, regia di Roger Donaldson)
- Alamo - Gli ultimi eroi (The Alamo) (2004, regia di John Lee Hancock)
- L'ora nera (The Darkest Hour), regia di Chris Gorak (2011)
- Real Steel, regia di Shawn Levy (2011)
- Vicino a te non ho paura (Safe Heaven), regia di Lasse Hallström (2013)